# Yuezhi
Die Yuezhi (chinesisch 月氏 oder seltener 月支, Pinyin Yuèzhī [y̆ɛ51 d̥ʐ̥ɻ5]; manchmal Yueshi, Rouzhi etc.; chinesisch auch Guishang, Guci sind gegebenenfalls als skythisch einzuordnen) waren eine indogermanische Stammesgruppe im Raum der heutigen chinesischen Provinz Gansu bis zum Tarimbecken. Dort lebten sie seit dem 5. Jahrhundert v. Chr. Es ist eine noch weiter zu belegende These, dass sie mit dem iranischen Stamm der Massageten identisch waren oder in anderer Form Teil der Massageten-Konföderation waren. Der Sprachforscher Jahanshah Derakhshani bringt sie außerdem mit den Guci bzw. später Kuchi aus Afghanistan in Verbindung. Eine heute sehr verbreitete Hypothese setzt sie weitgehend mit den Tocharoi/Tochari römischer Überlieferung gleich.

## Geschichte

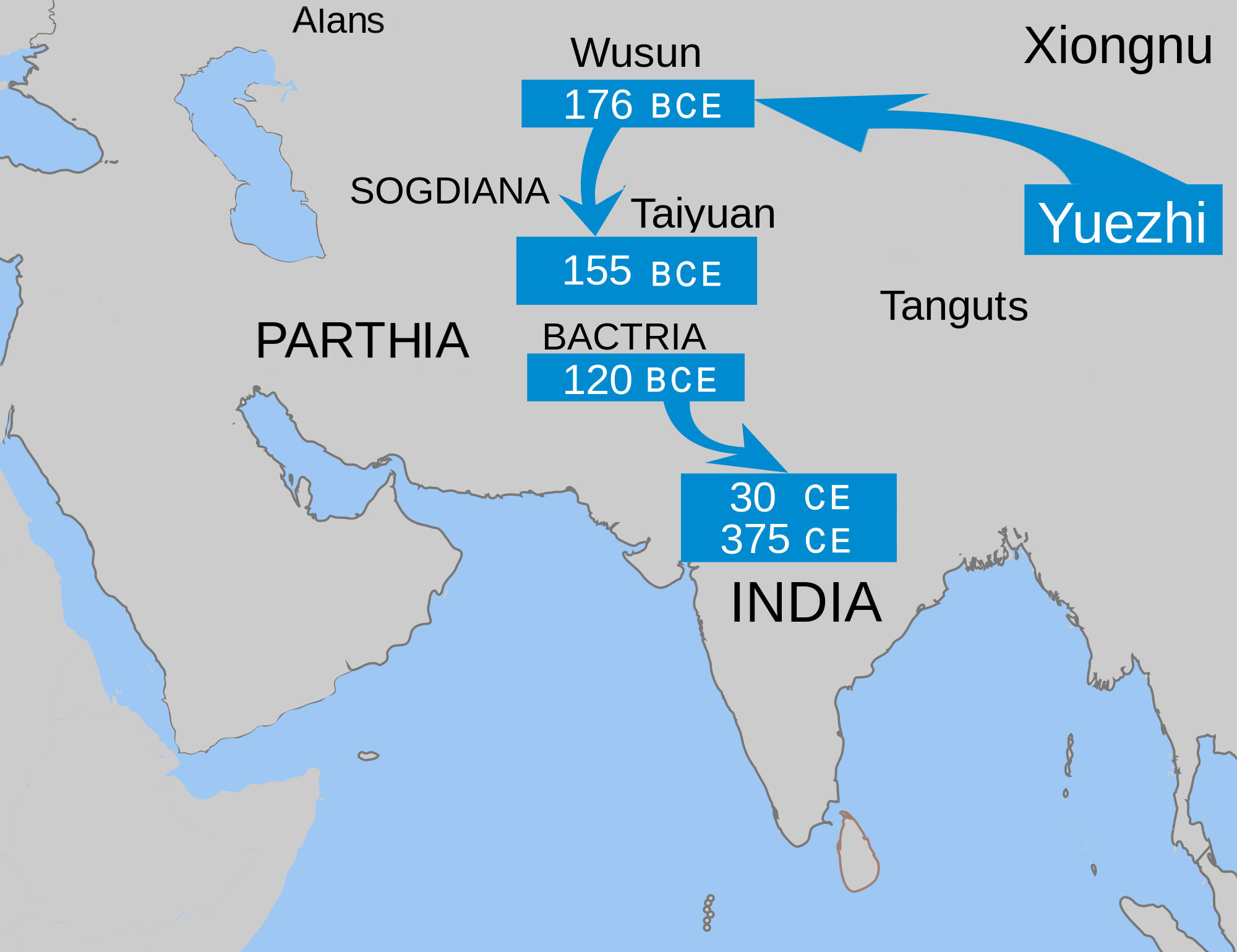
Herkunftsgebiet der Yuezhi in Gansu und Stationen der Migration nach Westen mit Jahreszahlen

Die Yuèzhī wurden 176 v. Chr. nach chinesischen Quellen von den Xiongnu unter Mao Tun in ihrem frühesten bekannten Nomadisierungsgebiet, dem Grasland des heutigen Gansu unterworfen, rebellierten, wurden von Mao Tuns Sohn Ki-ok/Laosheng erneut besiegt und zogen 160 v. Chr. westwärts ab. Nach ihrem Sieg über die Wusun, die zu den Xiongnu flüchteten, nomadisierten sie zeitweilig im Siebenstromland im heutigen Südost-Kasachstan, wo sie eine Generation später von den zurückkehrenden Wusun mit Hilfe der Xiongnu besiegt und vertrieben wurden. Danach flüchteten sie in der historischen Region Sogdien, genauer ins Ferghanatal, das chinesische Quellen Dayuan nennen.
Etwa 141 bis 129 v. Chr. besetzten die Yuèzhī unter einem unbekannten Fürsten Baktrien und gründeten dort ein neues Reich. Der Staat gliederte sich bald in fünf namentlich bekannte Clan-Herrschaften und integrierte dabei sowohl diverse Nomadengruppen als auch Sesshafte. Die Juniorpartner der Yuèzhī wurden dabei die Kangju in Sogdien, als auch ein gewisser Teil der skythischen Saken. Kriege gegen die Parther, wobei z. B. deren König Artabanos I. im Feldzug nach Baktrien 123 v. Chr. den Tod fand, kamen dazu.
Ab etwa 90 v. Chr. setzte sich im Yuèzhī-Reich der Clan der Kuschan (chin. Guishuang) durch, der unter Kujula Kadphises (um 30–80) im frühen ersten Jahrhundert die Herrschaft übernahm. Kujula Kadphises brachte seine Macht durch viele Münzprägungen zum Ausdruck; die Chronik der Jüngeren Han-Dynastie Hou Hanshu überliefert seinen Erfolg unter dem Namen Qiu Jiuque. Das neu gebildete Großreich der Kuschana löste bis Mitte des 1. Jahrhunderts eine Abfolge indo-griechischer, sakischer und indo-parthischer Machthaber in Gandhara ab. Im späten 1. Jahrhundert gab man Goldmünzen heraus, ein Zeichen für Reichtum und umfangreichen Handel. In seiner Blütezeit beherrschte das Kuschana-Reich große Teile Nordwestindiens bis zum Mündungsgebiet des Indus und wichtige Teile des Ganges-Tals.
Der bedeutendste Herrscher des Kuschan-Reiches war Kanischka (um 100–125; Datierungen schwanken aufgrund unterschiedlicher Kalender). Er soll mit dem Han-China des Feldherren Ban Chao bzw. dessen Nachfolgern um die Kontrolle des Tarimbeckens gerungen haben und galt als großer Förderer des Buddhismus (viertes buddhistisches Konzil).
Unter Ardaschir I. übernahmen die Sassaniden gegen 240 den westlichen Teil des Kuschan-Reiches; damals erreichte ein Hilferuf China; der Osten blieb selbständig. Die letzte Blüte des Kuschan-Reiches endete im frühen 4. Jahrhundert. Nach dem Zerfall des Reiches wurden ihre Reste im 4. und 5. Jahrhundert von nachdrängenden „hunnischen“ Gruppen der Chioniten und Hephthaliten aufgesogen. Die Frage ist offen, ob bzw. inwieweit der König Kidara, Gründer der Kidariten-Dynastie, die Reste der Yuèzhī anführte. In der neueren Forschung wird eher angenommen, dass Kidara Anführer „hunnischer“ Invasoren war.

## Weiteres
In der Literatur werden die Yuèzhī auch als (echte) Tocharer bezeichnet.
In alten chinesischen Schriften taucht auch der Begriff Da-Yuèzhī im Zusammenhang mit den in Zentralasien lebenden Völkern Dayuan (Ferghanatal) und Daxia (Baktrien) auf. Womöglich findet sich das Wort im heutigen Tadschik wieder.

## Belege
1. ↑  Penglin Wang: Explanations in the Contact Between Altaic and Tokharian. In: Mankind Quarterly 33.1 (Fall 1992), 79–96.